# Astrofobia

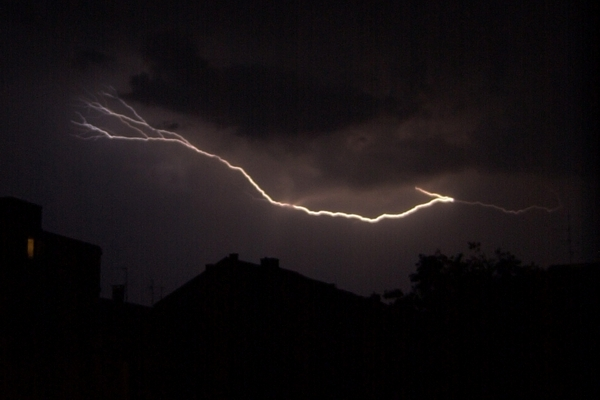
Representação da fobia através de um relâmpago

A Astrofobia é o medo compulsivo de relâmpagos, muitas vezes confundida com a Fobofobia que é o medo compulsivo da imensidão do espaço, a astrofobia é um medo de ver relâmpagos ou ouvir trovões. O medo pode ou não estar correlacionado com o raio que acompanha o fenômeno, segundo a OMS 5% da população mundial sofre com este transtorno em diversos níveis.
A Astrofobia tem diversos níveis, mas o nível começa a ficar preocupante quando o enfermo começa a ter sua vida cotidiana atrapalhada pela fobia, um exemplo é o pavor de querer sair em dias de chuva com medo de ver relâmpagos. Em casos mais leves a Astrofobia ocorre quando algum raio cai pelas proximidades e o enfermo sente-se ansioso, em casos mais graves, um relâmpago distante ou até a imagem de um relâmpago através de uma tela já pode gerar um gatilho ansioso.
A astrofobia pode ser tratada com tratamento psiquiátrico, psicológico e em casos mais graves com remédios para ansiedade para evitar que o transtorno atrapalhe o dia a dia do seu portador.